# Rogério Bonato
Rogério Bonato (São Paulo, 4 de junho de 1958) é um jornalista, escritor e artista plástico brasileiro. Preside a Fundação Cultural de Foz do Iguaçu e dirige o diário A Gazeta do Iguaçu.

## Biografia
Entre os anos 2000 e 2007, colocou-se em defesa de Foz, sobre o suposto envolvimento da região com células terroristas, nesse período assinou coluna do jornal O Pasquim 21, dos irmãos Zélio e Ziraldo Alves Pinto. Com os dois criou o festival Internacional do Humor Gráfico das Cataratas. Presidiu as primeiras quatro edições do evento, considerado um dos maiores já realizados no Brasil pelo número de países envolvidos e trabalhos enviados (92 países e 5.000 cartuns em média, por evento).[carece de fontes?] Sofreu processo por uso indevido de verba no festival, em 2005; foi condenado, com direito a recorrer em 2013.

## Publicações
- Ara'puka:conflitos e labirintos do paraíso. Curitiba: R.R.Bonato, 2002. ISBN 85-903162-1-1. Este livro narra a colonização da região da Tríplice Fronteira através do explorador Alvar Nuñes Cabeza de Vaca.

- Gato Preto Gato Branco. Foz do Iguaçu (PR): Travessa dos Editores, 2009. ISBN 978-85903162-3-7.

- Obesus Insanus (Geração Editorial – SP - 2011) – ISBN 978.85.61501-64-8. Classificado como “ensaio”, o autor trata do consumo mundial e suas graves consequências, a começar pela obesidade e os decorrentes problemas de saúde enfrentados por pessoas acima do peso.